# ティプー・スルターン
ティプー・スルターン（ウルドゥー語: ٹیپو سلطان, カンナダ語: ಟಿಪ್ಪು ಸುಲ್ತಾನ್, テルグ語: టిప్పు సుల్తాన్, タミル語: திப்பு சுல்தான், マラヤーラム語: ടിപ്പു സുൽത്താൻ, 英語: Tipu Sultan, 1749年以降 1753年以前 - 1799年5月4日）は、南インドのマイソール王国の軍総司令官（ダラヴァーイー）、首席大臣（サルヴァーディカーリー）、君主（スルターン、在位：1786年あるいは1797年 - 1799年）。王国のイスラーム政権マイソール・スルターン朝の支配者（在位：1782年 - 1799年）。ナワーブ・ティプー・スルターン・バハードゥル（Nawab Tipu Sultan Bahadur）とも呼ばれる。
18世紀にイギリスがインドを侵略する中、ティプー・スルターンは南インドにおいて反英闘争にその一生を費やし、「マイソールの虎（Tiger of Mysore）」と畏怖された。その治世、1786年に自らパードシャーの称号を称し、1797年にはヒンドゥー王朝のオデヤ朝を廃するなど、イスラームの正統君主を意識した行動をとった。また、彼はイギリスに対抗するため、オスマン帝国やフランスといった諸外国とも連携を取るなど、世界に対しても非常に幅広い目を持った人物でもあった。
1799年、ティプー・スルターンは第四次マイソール戦争において、最後までイギリスに妥協することなく戦い、王都シュリーランガパトナの総攻撃により死亡した。死後、彼に廃されたヒンドゥーのオデヤ朝が復活し、クリシュナ・ラージャ3世がその後継となった。

## 生涯

### 幼少期・青年期

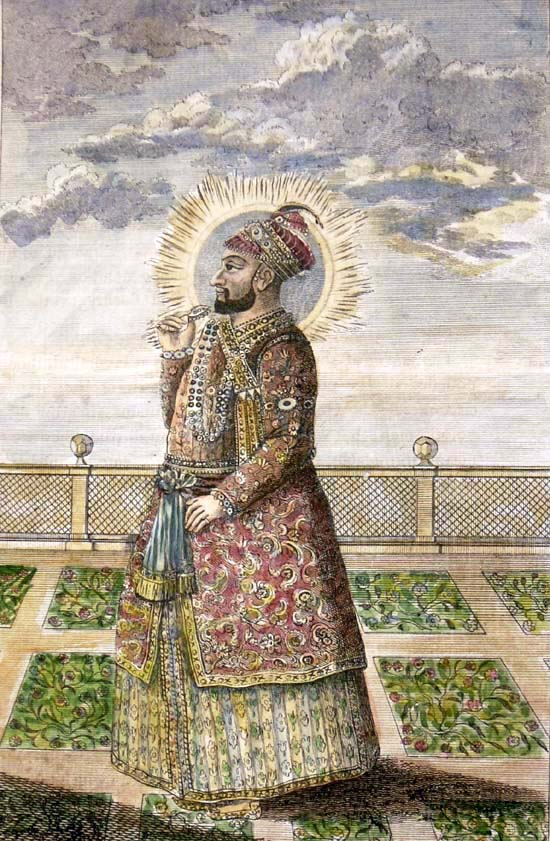
ハイダル・アリー

1750年頃、マイソール王国のムスリム軍人ハイダル・アリーの息子として、バンガロールの北デーヴァナハッリで生まれた。生年月日に関しては諸説あり、1749年、1750年、11月20日、1753年と様々だが、だいたい1749年から1753年の間に生まれたとされている。
1761年6月、父ハイダル・アリーはマイソール王国の首席大臣（サルヴァーディカーリー）として完全にその実権を握った。これにより、 ヒンドゥー王家のオデヤ朝の君主は有名無実化し、マイソール王国にイスラーム政権マイソール・スルターン朝を樹立した。
当時18世紀後半、ベンガル周辺には、イギリスの勢力が確立されており、インド全土の植民地化を図り、デカンと南インドにも手を伸ばすようになってきた。
ハイダル・アリーはマイソールの実権を握ると、周囲への領土拡大や積極的な近代化政策を取って、イギリスへの対抗姿勢を示すことになっていった。
ティプー・スルターンは父の雇用したフランスの軍事顧問の大きな影響を受け、1766年に第一次マイソール戦争が始まると、それにも参加した。

### 第二次マイソール戦争中における活躍・地位の継承

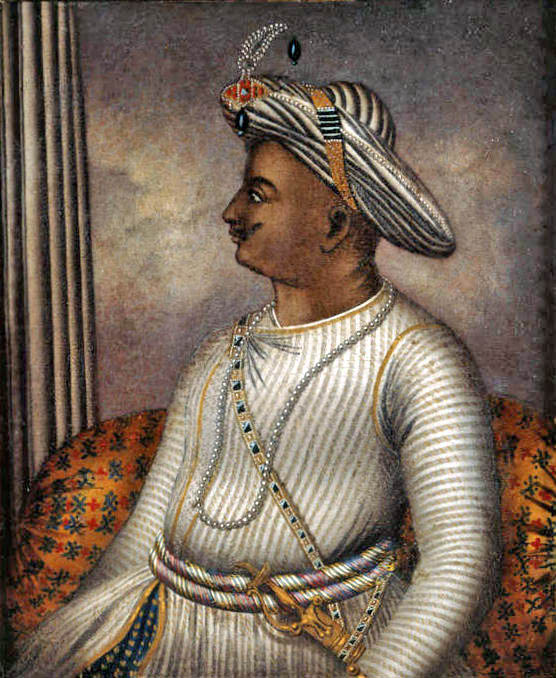
ティプー・スルターン

イギリスとの間に第二次マイソール戦争が勃発すると、ティプー・スルターンは父の片腕として、イギリス軍に対し数々の勝利を収めるなど、その活躍は目覚ましくその武勇から「マイソールの虎」とも呼ばれ、その名をとどろかせた。
1782年12月6日、ハイダル・アリーが戦争中に死亡し、その息子であるティプー・スルターンがマイソール軍の軍総司令官となり、戦争を続行することとなった。また、12月28日、彼は父の後継者であることを宣言し、父の政権マイソール・スルターン朝を引き継ぐこととなった。
1783年1月2日、ティプー・スルターンはマイソール王から父の保持していた王国の最高位である首席大臣（サルヴァーディカーリー）の地位を与えられ、その地位を事実上世襲するところとなり、名実ともに王国の支配者となった。また、5月4日にはビダヌールのハイダルナガル太守に任命された。
ティプー・スルターンもまた父同様に有能な人物であり、第二次マイソール戦争をイギリス相手に有利に戦い、1784年3月11日にマンガロール条約を結んで戦争を終わらせた。

### ティプー・スルターンの統治

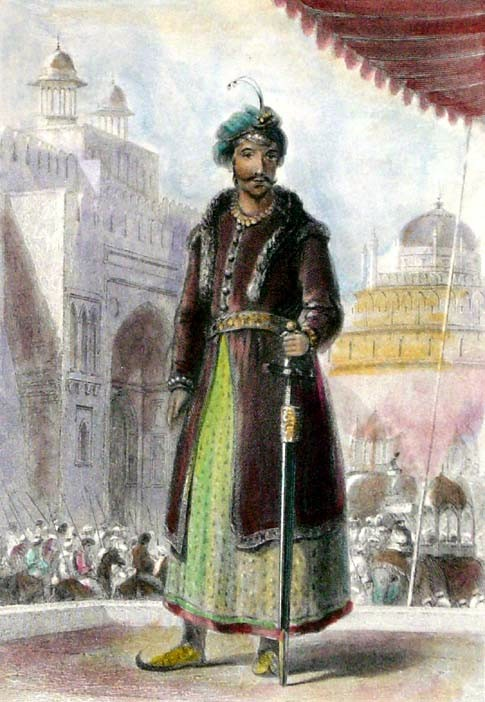
ティプー・スルターン

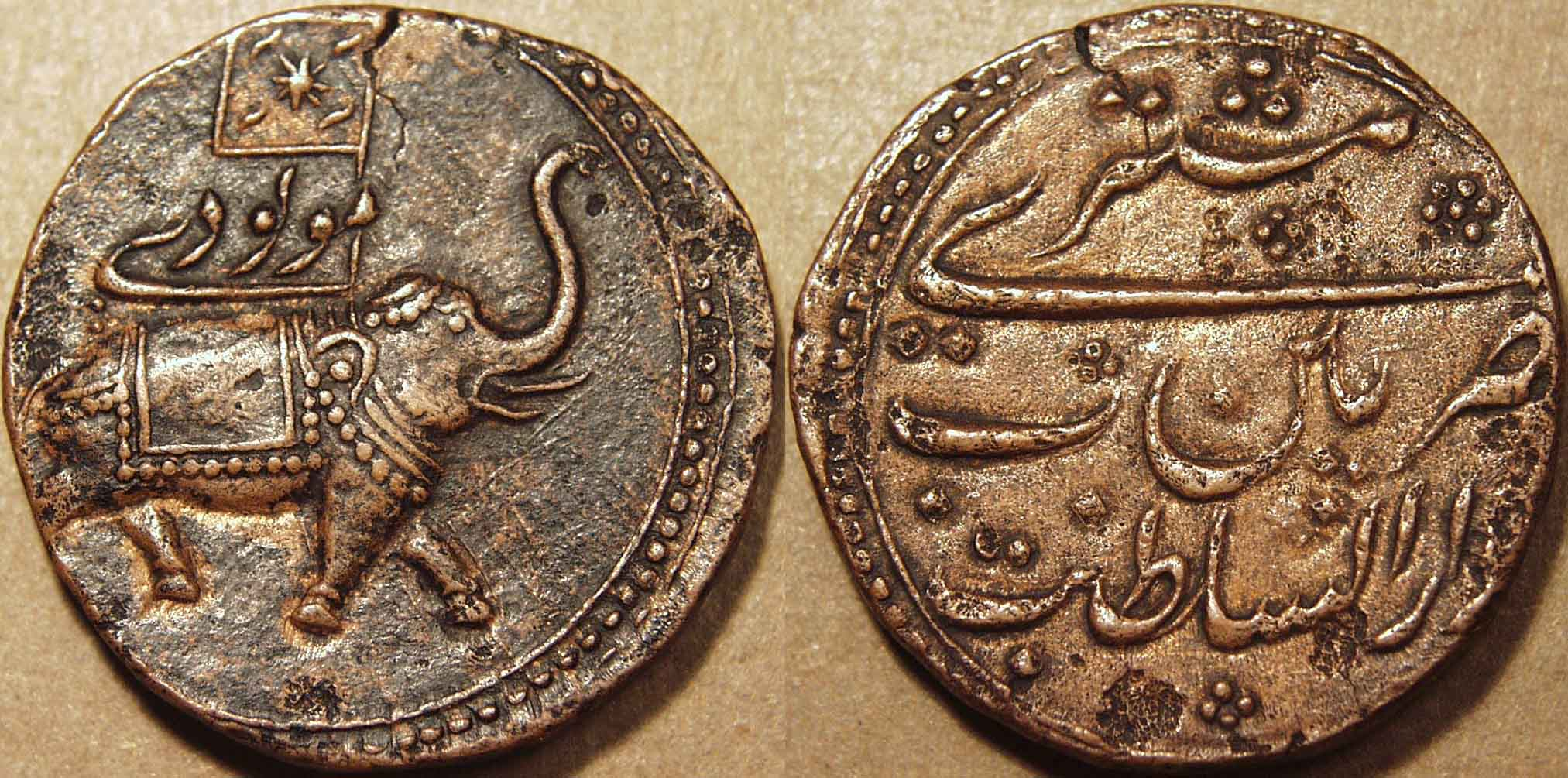
ティプー・スルターンの時代に鋳造された貨幣

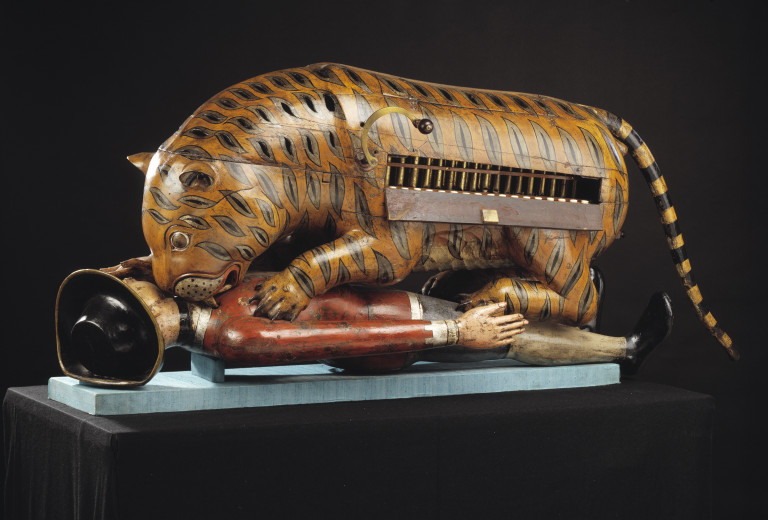
「ティプーの虎」の名で知られるオートマタ。18世紀。インドの敵である東インド会社の西洋人を虎が襲いかかる姿を模したほぼ実物大の自動楽器で、虎が唸り、男が悲鳴を上げる。側面はパイプオルガンになっている。イギリスが戦利品として持ち帰り、現在はV&A博物館所蔵。ジョージ4世を揶揄するキーツの風刺詩でも東洋趣味の一例として詠われた。

また、フランスをもとに軍の近代化、行政機構の中央集権化および行政区画の再編を進め、土地制度や司法制度、幣制の改革を行い、新たに併合した領土の統治に力を入れ、マイソール王国の国力の向上を目指した。
ティプー・スルターンは父ハイダル・アリーが行った産業振興をさらに活性化させようとし、養蚕や絹織産業の育成した。首都シュリーランガパッタナやバンガロールなどの拠点には官営の作業場を増設し、外国人の職人を専門家として招き、国家が中心となってインドに近代的な産業を起こそうとした。
ティプー・スルターンはジャーギールを与える慣行を廃止し、国家による直接徴税を徹底化し、徴税における中間介在者を排除しようとした。彼は一部地域において存在した世襲の在地役人を原則として廃止することを決定し、それらの領地を没収して、従わない場合は殺害することもあった。これらの土地には代わりに定額給与を受け取る国家の役人らが任命された。
しかし、耕作民に課した地租は同時代のムガル帝国、マラーター同盟などと変わらず、その額は生産物の3分の1に及んだ。とはいえ、直接徴税化により、在地領主の不法な付加税の徴収には歯止めがかかり、免税にも積極的であった。
インド総督であったジョン・ショアは「彼（ティプー・スルターン）の支配地の農民はよく庇護され、彼らの労働は奨励され、かつ正当な見返りが保証されている」とし、また別の人物は「（農地は）よく耕作されており、勤勉な住民にあふれ、町は新しく作られ、商業が発展しつつある」と記している。
軍政面では、ティプー・スルターンは当時のインドでは最高水準の軍を保持していたとされ、マラーター同盟などの軍では無規律が横行していたが、マイソール王国の軍はきちんと統制がとれ、ヒンドゥー、ムスリムともに彼に忠実だった。
個人的には、ほかの堕落した支配者とは違って、贅沢な生活を嫌い、極めて質素な生活をしており、彼自身はこう言い残している。
| 「 | 羊として一生を送るよりも、ライオンとして1日を生きるほうがまし | 」 |

### 王国のイスラーム化

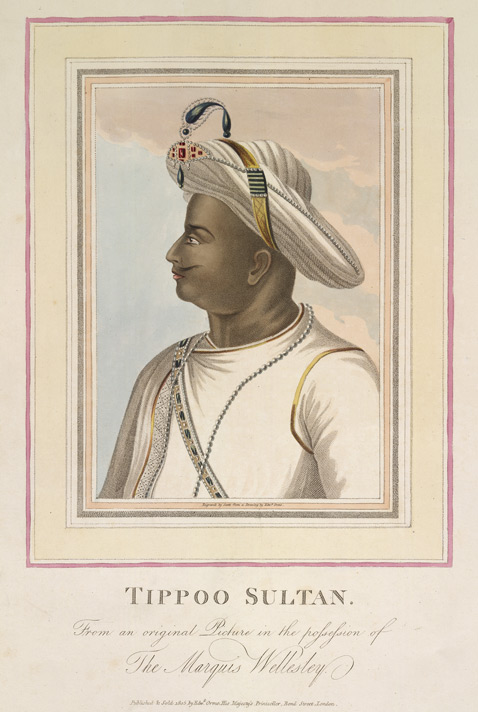
ティプー・スルターン

1786年1月、ティプー・スルターンはシュリーランガパトナのモスクで「パードシャー（皇帝）」を称し、国号を「フダーダード（神から与えられた国家あるいは政府）」とすることを宣した。また、金曜礼拝の際には、ムガル帝国の皇帝シャー・アーラム2世の名ではなく、自身の名でフトバ（金曜礼拝の名）を読むように通達し、ムガル帝国への名目上の忠誠も撤回した。
これらの理由は、1784年にシンディア家のマハーダージー・シンディアが帝国の摂政と軍総司令官の地位を得てその実権を握り、帝国が有名無実化したからというものであった。ティプー・スルターンがパードシャーを宣した際、マイソール王は王位を廃されたとされる場合もあるが、実際にはその死まで王位を保っていた。
1790年代になると、公文書のなかでも「フダーダード」が使用されるようになり、ティプー・スルターンは自らが正当なムスリムの君主であることを内外に示そうとした。
ティプー・スルターンによるイスラーム化はこれにとどまらず、国家の行政機構、さらには社会政策にまで及んだ。地方統治の要職で徴税業務で重責を担う存在ある県知事は、それまでほぼバラモンの独占状態だったが、彼はムスリムを優先的に任命した。また、王国内においてヒンドゥーの社会、宗教的習慣の根絶を図ったといわれ、飲酒や売買春の禁止を全土で行い、イスラームの立場から介入を試みた。
1788年、ティプー・スルターンはマラバール地方を巡察した際、現地の人々が女性まで半裸だったのを見て、女性らに上半身を覆うように命じた。また、現地のヒンドゥーの上層民に母系制が見られたことで、彼はそれに基づく社会習慣を放棄するように命じ、抵抗したものを捕えてイスラームへと改宗させたといわれる。
各地の都市名もイスラーム風に改称され、首都シュリーランガパトナは改称されなかったが、ティプー・スルターンの生地デーヴァナハッリがユースファーバードとなったのをはじめ、諸地方の多くの都市が改称された。
このように、反ヒンドゥーの立場をとっていたティプー・スルターンであり、彼を宗教的な狂信者として書く者もいた。だが、彼はヒンドゥーの正統を代表すべきともいえるシュリンゲーリの僧侶ともよく交流し、財政援助をしたばかりか、国家鎮護の供義執行まで依頼している。また、1791年にこの寺院のシャーラダー女神像がマラーターの騎兵に略奪されると、彼はその再建費用を援助さえしている。
ティプー・スルターンはシュリンゲーリ寺院やほかの寺院に対しても定期的に貢納を行っており、そのうちの一つシュリーランガナート寺院は首都シュリーランガパトナの宮殿から200ヤードも離れていなかった。彼の時代にはかつてアウラングゼーブが行った大規模なヒンドゥー寺院の破壊などは見られなかったのも、また注目すべきところである。
実のところ、ティプー・スルターンの反ヒンドゥー的な政策のほとんどはイギリスによって記録されたものであり、彼は実際は他宗教に開明的で、理解と寛容の立場で接したのではないかと言われている。ただ、親英的やあるいはそれに協力すると思われるヒンドゥーおよびキリスト教徒に対しては断固とした態度をとったのではないか考えられる。
ティプー・スルターンの王国のイスラーム化は、国内外における彼の立場を強化するためのものであり、王国と社会のイスラーム化をどこまで行ったのかは不明な点がある。

### 海外との交流

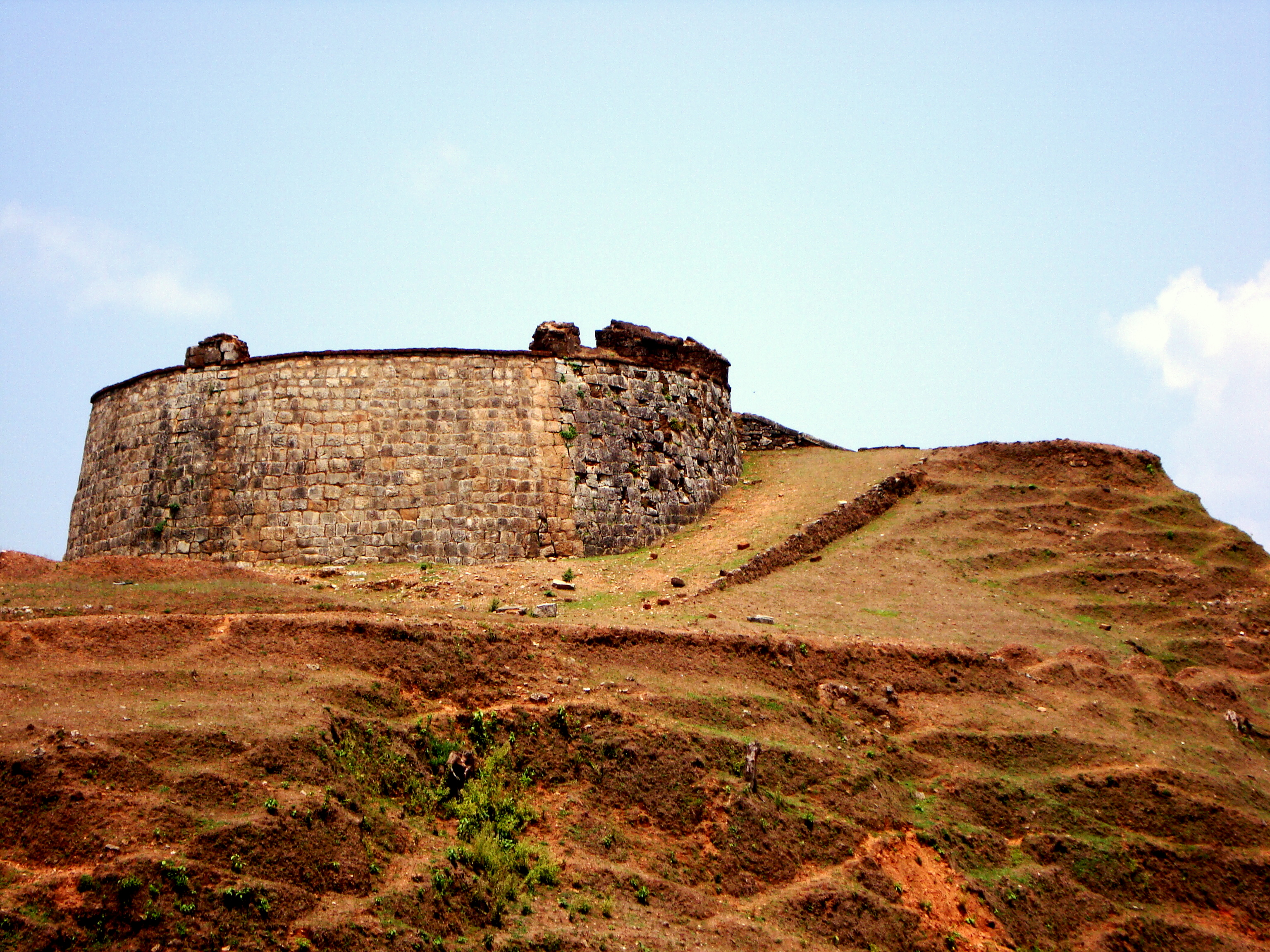
ハイダルナガル（現ナガラ）の城塞

ティプー・スルターンは父同様に広い国際視野を持ち、王国のアラビア海に面した拠点ハイダルナガル（ハイダルナガラ）を中心とした港市などから海外との積極的な交流を行おうとした。
ティプー・スルターンはハイダル・アリーよりもさらに海上交易を重視し、その振興に大きな関心を払い、それを国家事業として営むこととした。特に、胡椒、白檀、カルダモンな特定の産品などに関しては、個人ではなく国家が独占することとした。彼はおもにイラン、アラビア半島のオマーン、トルコ、ビルマのペグーなど、さらには遠く中国とまで交易をおこなった。
1780年代後半からは、国内及びオマーンのマスカット、メッカの紅海に面する外港ジッタ、ペルシア湾のホルムズ島、国外各地に商館が設けられ、国内の商館が集めた物品の一部は海外商館などを通じて輸出されることとなった。これらの商館が集めた物品は友好国であるオマーンの商人を通じて、アルメニア人などの貿易商に売却された。国内外の商館はのちに商務庁によって維持管理され、1793年と翌1794年には商務庁が実施すべき事業内容と手順を詳細に定めた布告が出されている。
とはいえ、ティプー・スルターンはイギリスなどといった敵対国との交易は厳禁していたことから、その交易は政治や外交戦略と密接に結びついていたとこがうかがえる。

### 海外への使節派遣

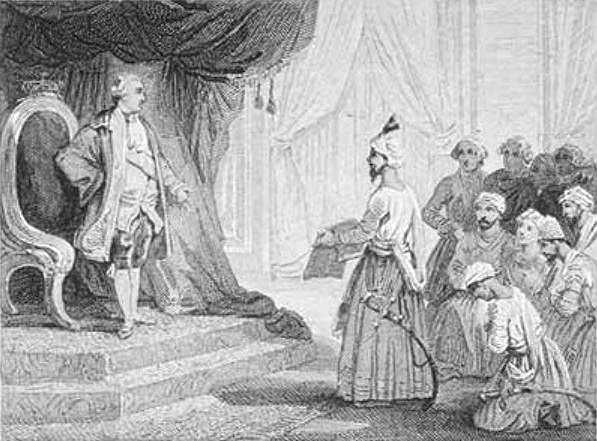
ティプー・スルターンの使節団と面会するルイ16世（1788年）

ティプー・スルターンは海外に商館を建設する以前より、イギリスに対しての同盟を持ちかけるため、積極的に各地に使節を派遣した。イランのザンド朝、トルコのオスマン朝、 アフガニスタンのドゥッラーニー朝、アラビア半島のオマーンのブー・サイード朝、ビルマのコンバウン朝、中国の清朝などがその例である。
また、ティプー・スルターンはイギリスとの戦争において兵力を提供してくれる相手を求め、それらと政治的、軍事的同盟を結成することを重視した。
1795年、ティプー・スルターンは トルコのオスマン帝国に公式使節団を送った。使節団はイスタンブールに到着し、皇帝アブデュルハミト1世に謁見した。
1787年には、イギリスとインドにおいて対立していたフランス本国にも使節団を派遣し、翌1788年に到着したのち、パリでルイ16世と謁見した。
使節団はともに訪問先では歓迎されたが、イギリスとの戦闘の際には兵員の派遣に関する確固とした約束は得られず、1789年にいずれも帰国の途についた。

### マラーターとの争い

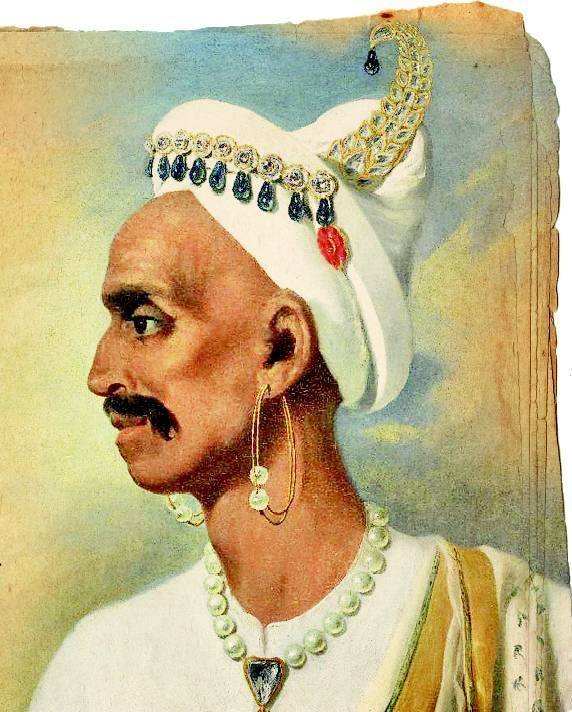
ナーナー・ファドナヴィース

しかし、1785年以降、第二次マラーター戦争で同盟し中立を保っていたデカンのマラーター王国やニザーム王国と再び争うようになった。
1782年、ナーナー・ファドナヴィースの裏切りにより、マイソール王国とマラーター王国の対立は終わらなかった。
1785年2月、ティプー・スルターンはマラーター王国の属国状態だったサヴァヌールのナワーブの領土を蹂躙したのち、3月にはマラーター王国の領土に攻め入った。ナーナー・ファドナヴィースはこの侵略に苦戦し、ニザーム王国のニザーム・アリー・ハーンと同盟を組み、これに対処した。
1786年6月、マラーター王国軍がガジェーンドラガドの戦いでマイソール軍に大勝すると、1787年2月14日にティプー・スルターンとナーナー・ファドナヴィースとの間で和睦が成立し、ガジェーンドラガド条約が結ばれた。それでも、ナーナー・ファドナヴィースはマイソール王国の脅威を恐れ、ニザーム王国ともに警戒に当たり続けた。

### 第三次マイソール戦争と敗北

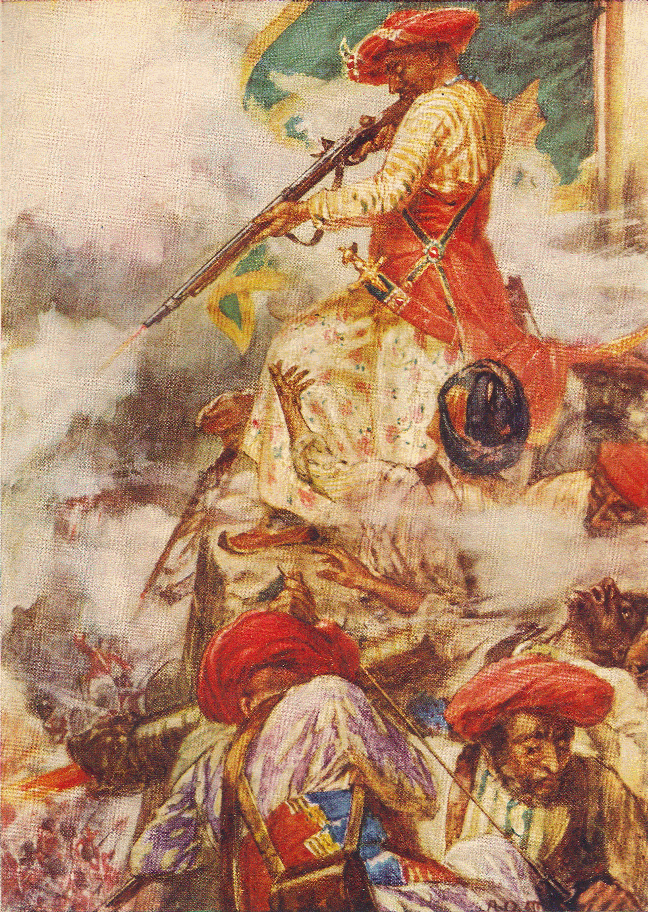
シュリーランガパトナ攻防戦で戦うティプー・スルターン

1789年12月、ティプー・スルターンがケーララ地方を侵略し、トラヴァンコール王国と交戦状態となったが、それが第三次マイソール戦争の火種となった。
1790年5月24日、イギリスはそれを口実に宣戦してマイソール領に侵攻し、6月1日にイギリス、マラーター王国、ニザーム王国の三者同盟が成立した。
一方、フランスは前年のフランス革命により兵を出せず、オスマン帝国はロシア帝国との戦争によりイギリスと結んでおり、マイソール王国は不利を強いられた。

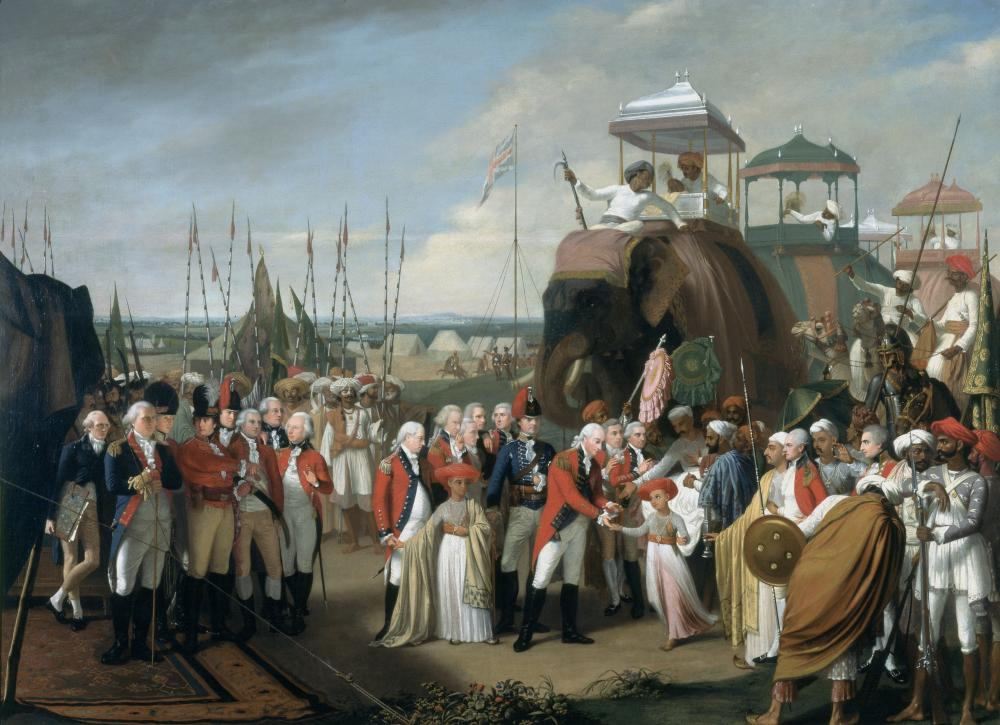
チャールズ・コーンウォリスが二人の息子をあずかろうとしている。

さらに、1792年2月6日から2月24日にかけて、マイソール王国はイギリス、マラーター王国、ニザーム王国の軍にシュリーランガパトナを包囲され、マイソール王国軍は2万人の死者を出した（シュリーランガパトナ包囲戦）。
そして、3月18日ティプー・スルターンは敗北を認め、シュリーランガパトナ条約を結んだ。彼はトラヴァンコール王国、コーチン王国などを除くケーララ地方全域をはじめとするマイール王国の約半分の領土と、多額の賠償金の支払いを約束し、その保証に二人の息子を人質として差し出さなければならなかった。

### 戦後における改革と王位の継承

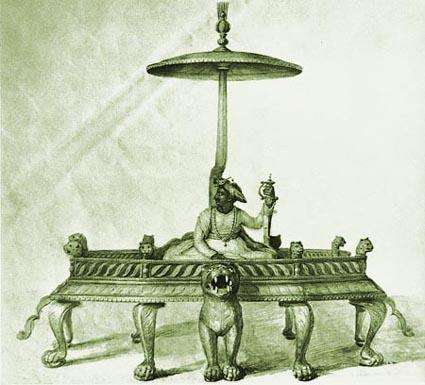
王座に座るティプー・スルターン

戦争の敗北により、マイソール王国は甚大な損害を被ったが、ティプー・スルターンはそれでも復興を諦めずに国内の近代化を続け、さまざまな統治改革をおこなった。
まず、ティプー・スルターンは中央政府の大改革を行い、ハイダル・アリーの実権掌握後も続いていた18省庁制を戦後に改変し、7省庁にすべて統合した。7省庁には、軍の兵站業務を担当する軍需省および軍の人事を担当する軍政省、財政の全般を担当する財務省なが存在した。

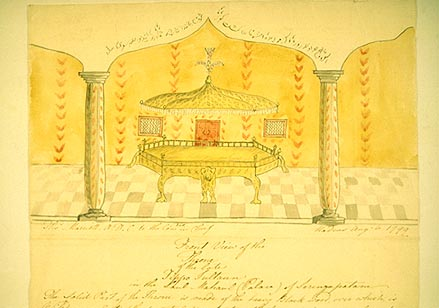
ティプー・スルターンの玉座

また、これと併行して行政区分の大改編も行われ、すでに行われていた行政区画再編では州の数が増加していたがこの大改編でさらに多くなり、全土はそれぞれ同じ大きさの37の県とその下位区画である1000以上の県に再編された。
だが、ティプー・スルターンは改革の中で廃止したはずのジャーギール制を復活するという行動に出た。政府が任命した役人や将兵には国家から定額給与が払われていたが、一部の上級役人や軍の将兵には特定地域からの徴税権であるジャーギールを与えることにした。
この導入に関しては、シュリーランガパトナ条約での大幅縮小と莫大な賠償金の支払いから陥った国家の財政窮乏を乗り切るためのものだったと思われる。
1796年4月17日、マイソール王チャーマ・ラージャ9世が死亡すると、ティプー・スルターンはそれを機会に有名無実化していたマイソール王家を廃絶し、自身が王であると宣言した。これにより、彼は名実ともにマイソールの君主となり、マイソール・スルターン朝はイスラーム王朝となった。

### 戦後の使節派遣とナポレオンとの接触

ナポレオン・ボナパルト

第三次戦争に敗北したのちも、ティプー・スルターンは反英同盟を結成するため、その同盟相手を求めるために各地に使節団を派遣し続けた。
ティプー・スルターンはフランス革命で実権を握ったジャコバン派に注目し、ジャコバン・クラブのメンバーにもなった。ジャコバン派も彼にとても関心を示し、多大な関心を持ったものの、革命の混乱もあり実質的な援助には結びつかなかった。
1794年7月にジャコバン派がテルミドールのクーデターで瓦解したのち、ナポレオン・ボナパルトが台頭すると、ティプー・スルターンは彼とも同盟を結ぼうとした。
そして、1797年、ティプー・スルターンはそのためにフランス領モーリシャス諸島（当時はルイ・ド・フランスと呼ばれていたフランス領フランス島）に使節団を派遣し、フランス軍へ援軍の要請を行った。
だが、これはモーリシャス諸島にフランスの大軍が常駐するという誤情報を信じて踊らされただけであり、その目的は達成されなかった。それだけではなく、イギリスにも開戦の口実を与える結果となってしまった。

### 第四次マイソール戦争と死

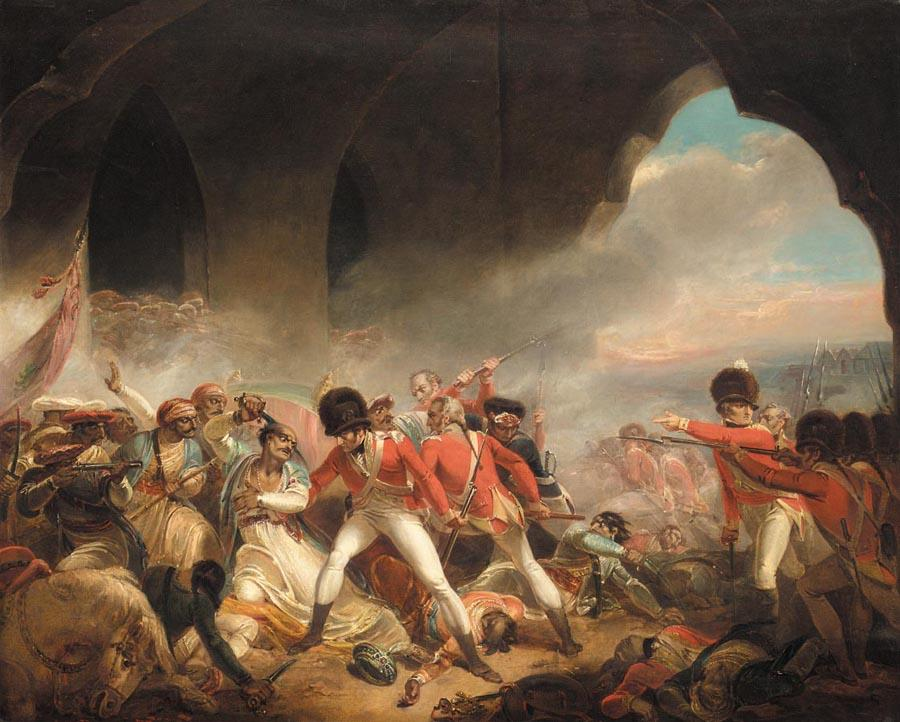
シュリーランガパトナの攻防戦

1799年2月、イギリスはマイソール側がフランスに援助求めたことを条約違反として、ニザームと連携して王国領に侵攻し、第四次マイソール戦争が勃発した。フランスの援軍が到着する前の先制攻撃であった。
マイソール王国は交戦したものの、イギリス軍に敗北し続け、同年4月5日イギリスとニザームの軍により、首都シュリーランガパトナを包囲された（第二次シュリーランガパトナ包囲戦）。
包囲する以前、イギリスはティプー・スルターンに降伏を迫ったが、彼は屈辱的な条件で講和を結ぶことを拒否した。彼の返答はこうだった。

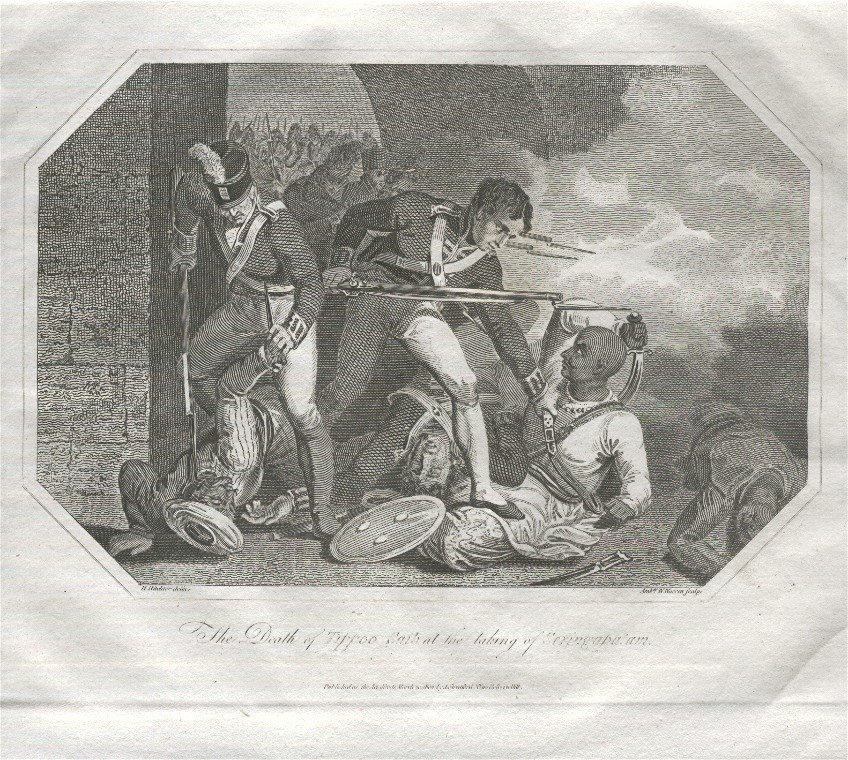
ティプー・スルターンの最期

| 「 | 年金受給者のラージャやナワーブの名簿に名を連ねて、不信心者のお情けで惨めに生きるよりも、軍人として死んだほうがましである | 」 |

つまり、イギリスのもとにおいて、完全に従属する藩王国の藩王として生きる道は、彼にとってはあり得ないということであった。
ティプー・スルターン率いるマイソール王国軍30,000は、シュリーランガパトナで1ヵ月にわたり交戦したものの、5月4日の総攻撃で壮絶な戦死を遂げた。彼の軍勢は最後まで彼に忠実であったという。

## 死後のマイソール王国

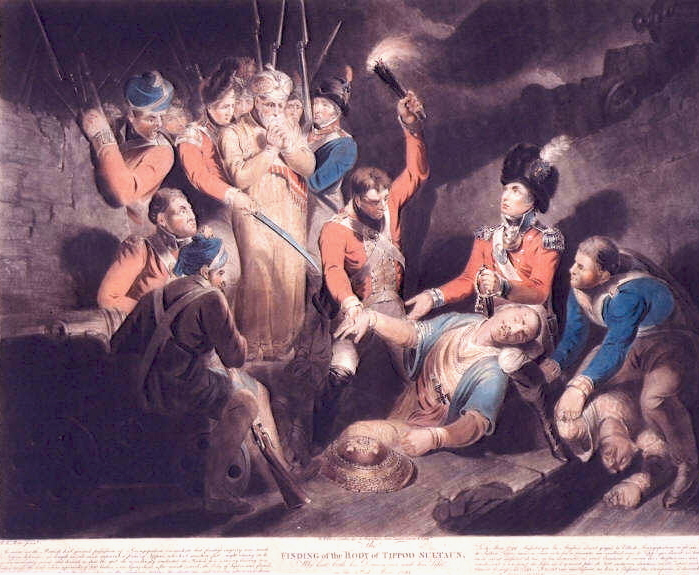
ティプー・スルターンの死

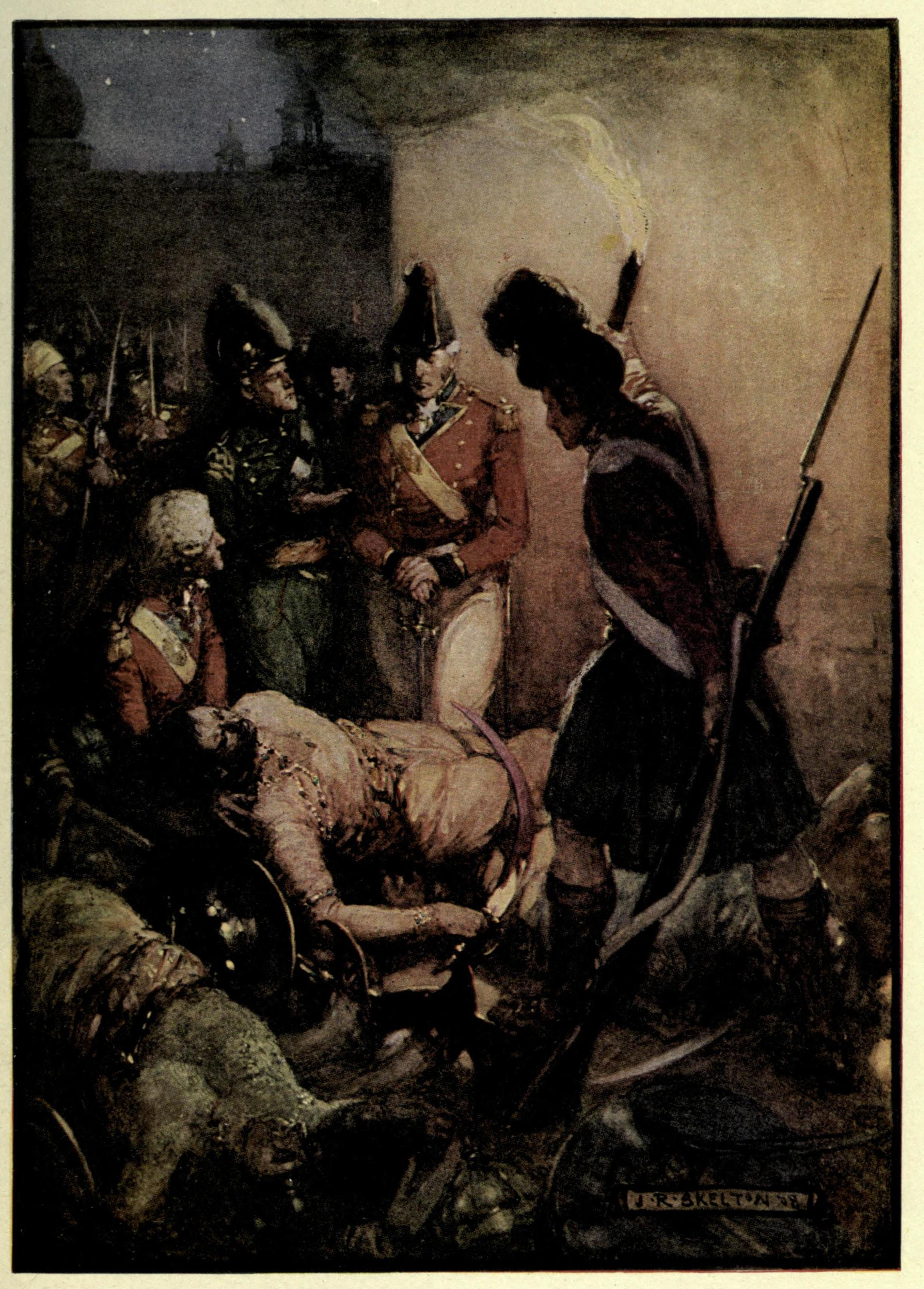

その後、シュリーランガパッタナは占領され、5月13日にマイソール軍は降伏し、イギリスはマイソール全土を支配下に置いた。
ティプー・スルターンとシュリーランガパトナ包囲戦で運命を共にしたものは、軍人だけで6,000人に及んだ。イギリスは彼が死してもなお敬意を払い、その国葬を命じ、この地域の住民らを驚かせた。それとともに、四個分隊に守られた遺体の棺がシュリーランガパトナの町を行進し、行列は捧げ銃をした兵士の列に迎えられ、棺はハイダル・アリーの壮大な墓廟に寝かされた。
ティプー・スルターンの死後、彼の王朝であるマイソール・スルターン朝はイギリスによって廃絶され、ヒンドゥーの旧王朝であるオデヤ朝が復活し、6月30日に幼王クリシュナ・ラージャ3世が即位した。
そして、7月8日にイギリスはマイソール王国と軍事保護条約を締結し、マイソール王国を藩王国となり（マイソール藩王国）、マドラス管区の管轄におかれた。
ティプー・スルターンの死により、30年以上にわたるマイソール戦争は終結し、イギリスの南インドにおける覇権が決まり、インドの植民地化がまた一段と進む結果となった。とはいえ、彼の戦死後、同年にはカッタボンマンがタミル地方で反乱を起こしている。
また、マイソール王国が制圧されたことにより、1802年からイギリスは内紛の多かったマラーター同盟にも介入してゆき、第二次マラーター戦争へとつながっていった。

## 人物・評価

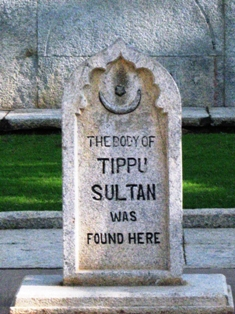
ティプー・スルターンの遺体が見つかった場所

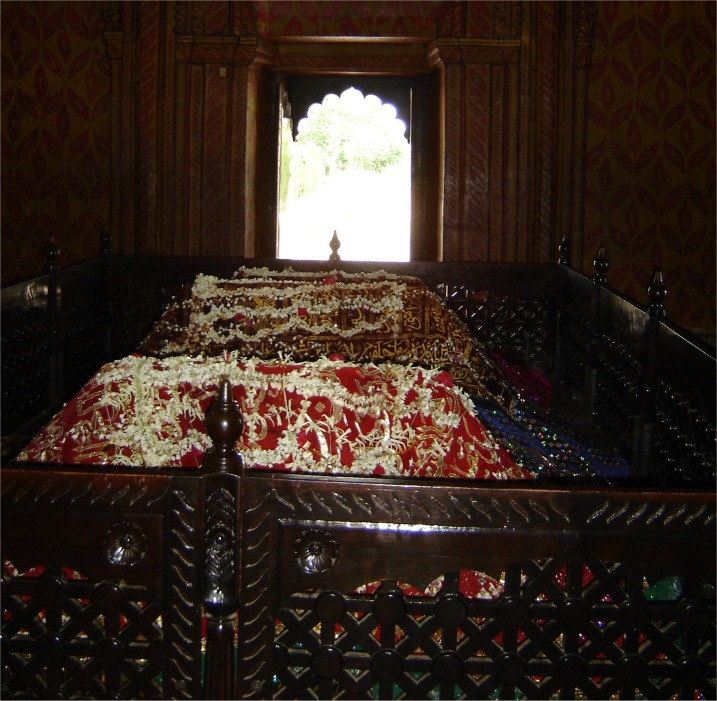
ティプー・スルターンの棺（シュリーランガパトナ）

ティプー・スルターンは当時のインドにあってほぼ唯一イギリスに正面から戦いを挑んで、一定の成果を収めた人物であった。彼は歩兵、砲兵、軽騎兵で編成された強力な軍勢を駆使し、イギリスと互角に戦った。
また、ティプー・スルターンは多数の言語に堪能な教養豊かな人物でもあり、自国のカンナダ語のみならず、ヒンドゥスターニー語、ペルシア語、アラビア語、英語、フランス語まで喋ることが出来たという。イギリスに対抗するため、世界の各国と使者を交わすなど、当時のインドの支配者とは違った視野を持っていた、稀有な人物だったと言える。
ティプー・スルターンは、イギリスにとっては最大の敵と言っても過言ではなく、彼を典型的な「東洋の専制君主」だと思い込んでいたイギリス人は彼の死を歓喜した。同時にこれ以降イギリスのインド植民地化は加速度的に進んでいくこととなる。
政戦両面に長じるだけでなく、宗教的にも寛容の立場をとり、先述したようにシュリゲーリ寺院とはよく交流して財政的に援助するなど、その他のもヒンドゥー寺院に対しては定期的に貢納を行っていた。
このように、ティプー・スルターンはとても優れた人物であったが、ムガル帝国への忠誠を撤回したのち、1788年に帝国の皇帝シャー・アーラム2世がアフガン系ローヒラー族のグラーム・カーディル・ハーンによって盲目にされたとき、彼はその切なさに涙したという。
半世紀余の後のインド大反乱で、勇戦の末に戦死したジャーンシー藩王妃ラクシュミー・バーイーなどと並び、現在のインドでは民族的な英雄として尊敬を集め、彼の終焉の地となったシュリーランガパトナの宮殿とその墓所は今でも有名な観光地となっている。
また、ジュール・ベルヌ著海底二万里、神秘の島に登場するネモ船長のモデルはティプー・スルターンと推定され、設定上も「ティッポー・サーヒブ」なるインド大貴族の甥とされている（集英社文庫ベルヌ・シリーズ等より）。

## 近代ロケット兵器の父

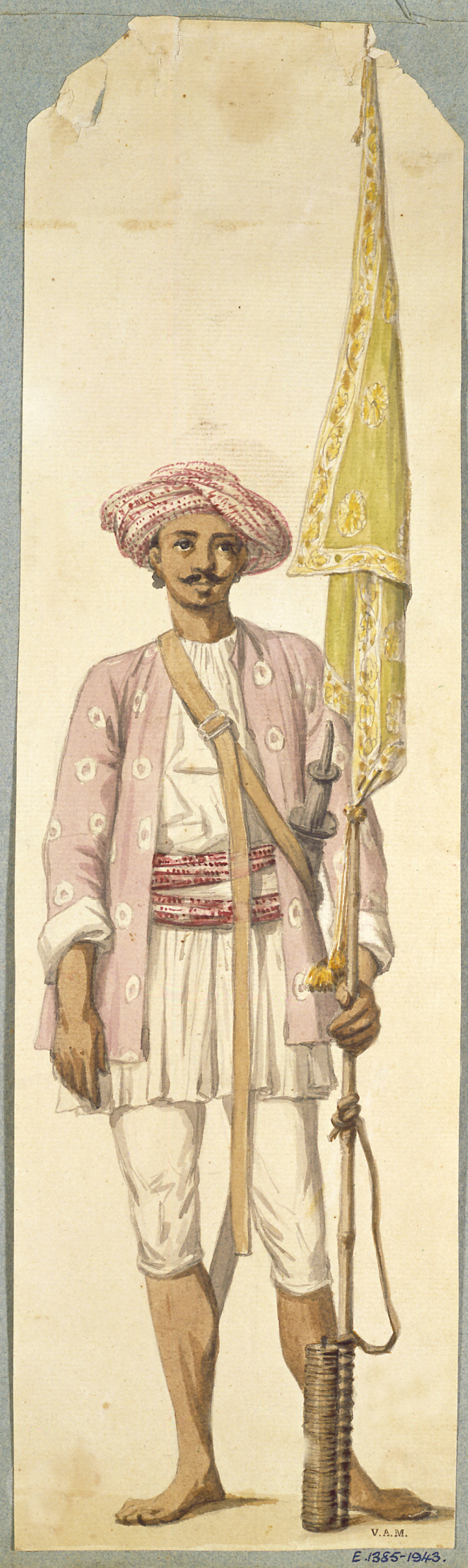
ティプー・スルターンのロケット兵

ティプー・スルターンはイギリスに対抗するため、軍の近代化を押し進めたが、そのひとつがロケット砲部隊で、この当時、既にロケット兵器自体は欧州やアジアにも存在したが、紙や、金属を素材としていても簡素なものがほとんどだった。
王子時代から新技術に対する関心の高かったティプー・スルターンは、鍛冶屋と花火職人に命じて、飛翔体を本格的な鋼製とした物を製作させた。射程は3,000m前後であり、この当時のロケット兵器の水準を遥かに凌ぐ物であった。
ロケット自体も強力であったが、ティプー・スルターンの先見の明は、移動を容易にする為、台車に装荷して機動力を与え、更にそれを大規模に運用し、その運用のために5,000人規模の部隊が編成された。
このロケット砲部隊が実戦に導入されたのは、第2次マイソール戦争で、イギリス軍はこのマイソールのロケット砲部隊により大損害を被った（特に騎兵隊に対しては絶大な威力を誇ったとされる）。
シュリーランガパトナ包囲戦では、後のワーテルローの英雄アーサー・ウェルズリー大佐率いる攻略側・イギリス軍部隊に対して、ロケットの集中射撃を浴びせ、犠牲を強いるとともにパニックを起こさせ、撃退した（ウェルズリー自身は辛くも難を逃れたが、側近数名が戦死している）。
また、ティプー・スルターンは、大砲の量産に励み、砲口に虎の吼口を刻んだ砲を量産したが、実戦では砲兵隊の扱いに慎重過ぎて活用に失敗した。なお、この大砲の一部は、シュリーランガパトナのほかに、ポルトガル陸軍博物館に保存されている。

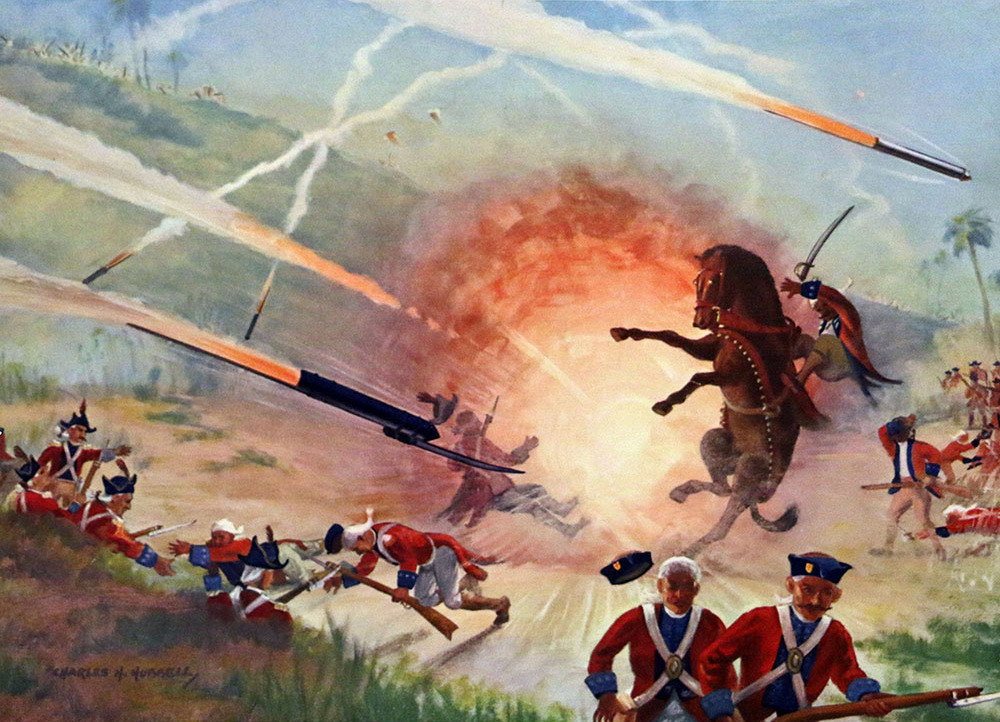
ロケット部隊の活躍（第二次マイソール戦争）

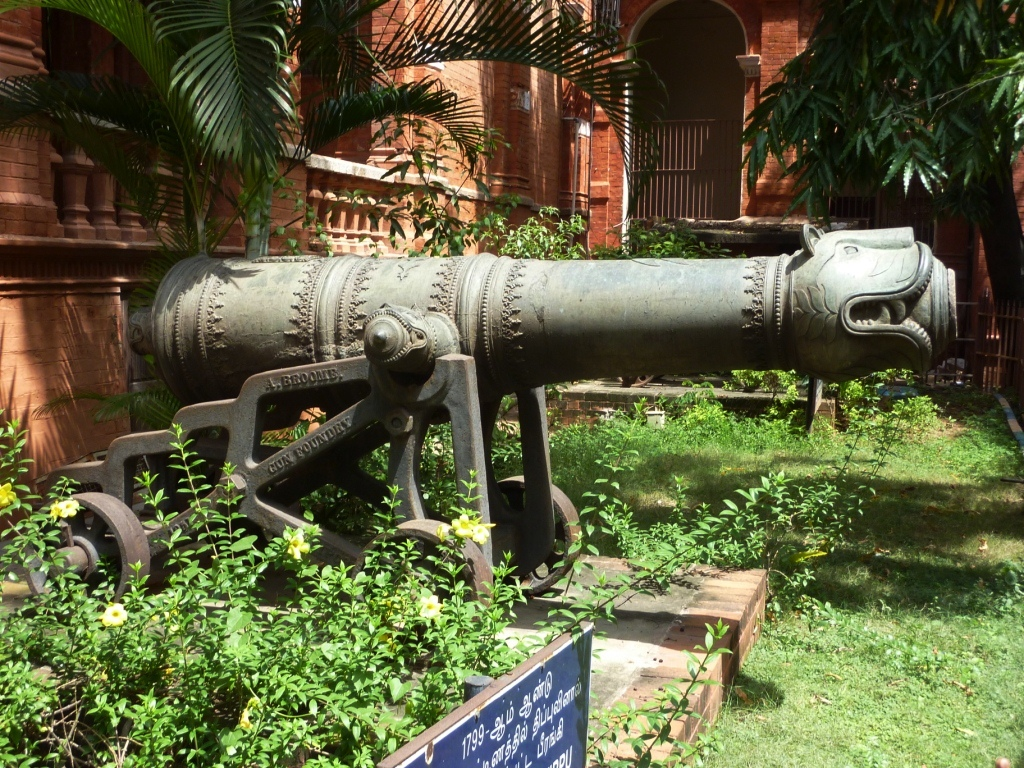
ティプー・スルターンの時代に鋳造された大砲

## 家族

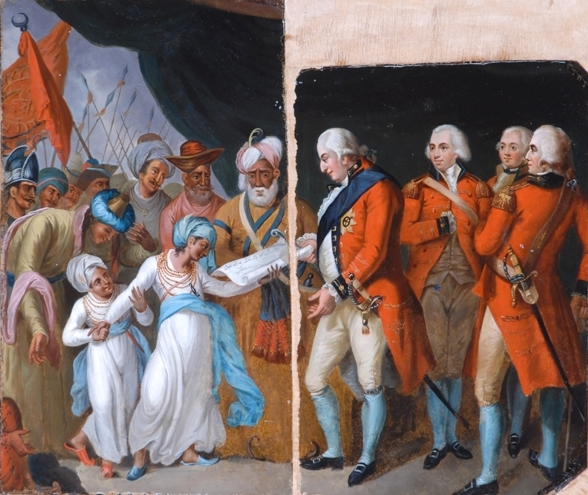
ティプー・スルターンの息子

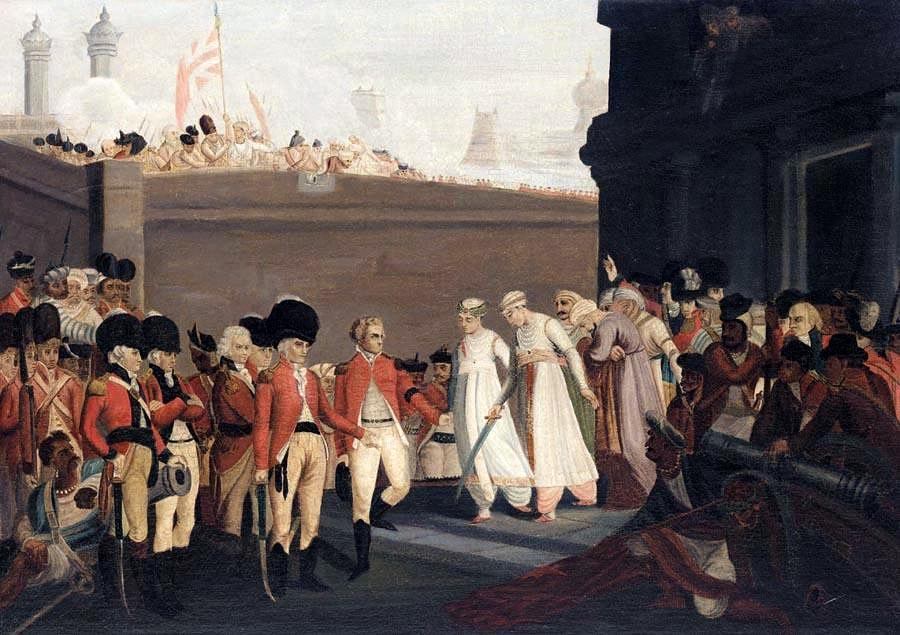
降伏する2人の息子

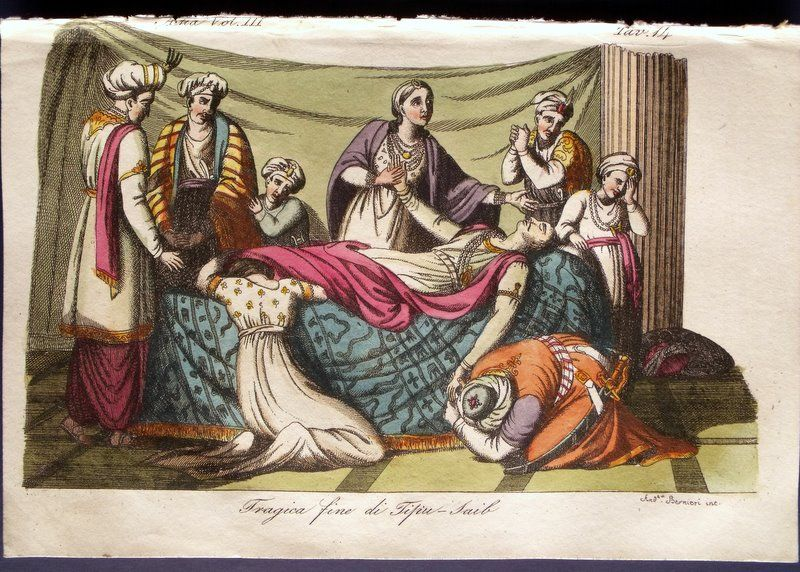
死を悲しむ家族

ティプー・スルターンには、4人の妃、16人の息子、8人の娘がいた。
シュリーランガパッタナ陥落後、彼らはイギリスに保護を受け、ヴェールールの城で年金を受給されて生活したが、1806年7月24日にヴェールールでシパーヒーが蜂起すると、彼らも参加させられた。
反乱鎮圧後、反乱に参加した彼らは捕えられ、ヴェールールからベンガル管区のカルカッタへ強制送還され、同地で余生を終えた。
- ティプー・スルターンの息子たちの一覧

1. ハイダル・アリー・スルターン（Haidar Ali Sultan, 1771年 - 1815年7月30日）
2. アブドゥル・ハリク・スルターン（Abdul Khaliq Sultan, 1782年 - 1806年9月12日）
3. ムヒー・ウッディーン・スルターン（Muhi-ud-din Sultan, 1782年 - 1811年9月30日）
4. ムイズッディーン・スルターン（Mu'izz-ud-din Sultan, 1783年 - 1818年3月30日）
5. ミーラージュッディーン・スルターン（Mi'raj-ud-din Sultan, 1784年? - 没年不詳）
6. ムイーヌッディーン・スルターン（Mu'in-ud-din Sultan, 1784年? - 没年不詳）
7. ムハンマド・ヤシーン・スルターン（Muhammad Yasin Sultan, 1784年 - 1849年3月15日）
8. ムハンマド・スブハーン・スルターン（Muhammad Subhan Sultan, 1785年 - 1845年9月27日）
9. ムハンマド・シュクルッラー・スルターン（Muhammad Shukrullah Sultan, 1785 年 - 1837年9月25日）
10. サルワールッディーン・スルターン（Sarwar-ud-din Sultan, 1790年 - 1833年10月20日）
11. ムハンマド・ニザームッディーン・スルターン（Muhammad Nizam-ud-din Sultan, 1791年 - 1791年10月20日）
12. ムハンマド・ジャマールッディーン・スルターン（Muhammad Jamal-ud-din Sultan ,1795年 - 1842年11月13日）
13. ムニールッディーン・スルターン（Munir-ud-din Sultan, 1795年 - 1837年12月1日）
14. グラーム・ムハンマド・スルターン（Ghulam Muhammad Sultan, 1795年3月 - 1872年8月11日）
15. グラーム・アフマド・スルターン（Ghulam Ahmad Sultan, 1796年 - 1824年4月11日）
16. 名称不明（生後すぐに死亡）（1797年）